# KSCI
KSCI는 미국 캘리포니아주 로스앤젤레스에서 방송하는 다국어 채널이다. 채널 번호는 18번이며 "LA 18"이라는 애칭을 가지고 있다.
KSCI는 "NRJ TV Ltd."에 속해있으며, 방송 스튜디오는 웨스트로스앤젤레스의 사우스 번디 드라이브에 위치해 있다. 자매 채널로 소출력 텔레비전 방송인 KUAN-LP (채널 48번)이 샌디에이고 군의 파웨이에서 방송되고 있다.
KSCI의 뉴스 프로그램 중 하나로 한국어 뉴스인 "LA18 프라임 뉴스"가 있다. 월~금 오후 20:00~20:40 에, 토~일 오후 20:30~20:40 에 방송된다. 또 SBS 8 뉴스를 재전송해주기도 한다.
현재 la18 사이트에 404 not found  가 뜨는 것을 보아 폐업한 것으로 보인다

## 디지털 채널 일람
KSCI는 본방송 외에 각 디지털 서브채널을 통해 여러 가지 다양한 언어의 방송을 시행하고 있다. 해당 방송은 아래와 같다.
| 채널 번호 | 방송명                                    | 언어                         |
| --------- | ----------------------------------------- | ---------------------------- |
| 18.1      | KSCI의 자체 프로그램 방송                 | 다국어                       |
| 18.2      | United Television Broadcasting / NHK 월드 | 일본어                       |
| 18.3      | MBC TV                                    | 한국어                       |
| 18.4      | CGNTV(종교방송)                           | 한국어                       |
| 18.5      | USArmenia                                 | 아르메니아어                 |
| 18.6      | MBC America (Home Shopping)               | 한국어                       |
| 18.7      | Shant TV USA                              | 아르메니아어                 |
| 18.8      | LA 18.8                                   | 표준중국어, 광둥어, 타이완어 |
| 18.9      | 연합뉴스TV                                | 한국어                       |
| 18.11     | PanArmenian                               | 아르메니아어                 |
| 18.12     | Diya TV                                   | 영어 및 남아시아계 언어      |